# 光澤鉛筆魚
光澤鉛筆魚（学名：Nannostomus nitidus），為輻鰭魚綱脂鯉目脂鯉亞目鱂脂鯉科的其一種，分布於南美洲巴西Capim河流域，體長可達3.5公分，棲息中底層水域，生活習性不明。